# Disney Channel (Polska)
Disney Channel Polska – polskojęzyczny kanał telewizji satelitarnej i kablowej, którego właścicielem i operatorem jest The Walt Disney Company Limited. Specjalizuje się w emisji programów Disneya, w tym seriali fabularnych dla młodzieży i animowanych dla dzieci, klasycznych i nowszych filmów z tej wytwórni oraz produkcji własnych – Disney Channel Original. Disney Channel Polska wystartował 2 grudnia 2006 i obecnie jest dostępny poprzez pięć polskich platform cyfrowych – Platforma Canal+, Polsat Box i Orange TV – oraz niektóre sieci kablowe. Disney Channel zajmuje drugie miejsce (po MiniMini+) na rynku młodzieżowym pod względem oglądalności. Początkowo stacja miała wystartować we wrześniu 2004.
Disney Channel od początku nadawania do 8 maja 2010 emitował swój program przez 16 godzin na dobę (6:00–22:00), a od 9 maja jego programy są emitowane 24 godziny na dobę. Od uruchomienia stacji do 1 grudnia 2010 roku była ona całkowicie wolna od reklam, dopiero 2 grudnia w 4 rocznicę pojawienia się kanału rozpoczęto ich nadawanie. Telewizje kablowe i satelitarne oferują kanał w dwóch językach - polskim i angielskim, z czym język angielski jest niedostępny w zapowiedziach. W Polsce istnieje również usługa VoD Disney Channel na żądanie. Disney Channel jest trzykrotnym laureatem Telekamery Tele Tygodnia w kategorii „Kanał dziecięcy”. Do 31 lipca 2010 roku stacja współdzieliła swój video feed i ramówkę wraz ze skandynawską i bliskowschodnią wersją Disney Channel.

## Historia
Disney Channel USA wystartował 18 kwietnia 1983 i szybko zwiększył udziały Disneya w amerykańskiej telewizji. Wkrótce zaczęły pojawiać się jego międzynarodowe wersje – pierwsze, australijska i brytyjsko-irlandzka, w 1995. Obecnie na świecie istnieje 25 wersji językowych Disney Channel.
Disney Channel Polska zadebiutował 2 grudnia 2006 o godzinie 17:00, współdzieląc swój video feed i ramówkę ze skandynawską i bliskowschodnią wersją Disney Channel. Pierwszym wyemitowanym przez niego programem był film Iniemamocni, który obejrzało wtedy około 315 tysięcy widzów, dając stacji pierwsze miejsce wśród stacji dziecięcych (0.9 procent wskaźnika oglądalności). Jeszcze w grudniu stacja rozpoczęła emisję swoich najpopularniejszych seriali (m.in. Hannah Montana, Nie ma to jak hotel) i filmów (m.in. High School Musical, Dziewczyny Cheetah).
Stopniowo na Disney Channel zaczęły pojawiać się kolejne programy, niedługo po swoich premierach na świecie, m.in. Fineasz i Ferb (2008), Czarodzieje z Waverly Place (2008) czy Nie ma to jak statek (2009). Oprócz tego stacja zaczęła stopniowo dołączać do ofert kolejnych sieci kablowych, a w lipcu 2008 również do platformy cyfrowej n. Kolejne seriale i filmy emitowane na Disney Channel, takie jak Słoneczna Sonny (2009), Jonas (2009), Camp Rock (2008) czy Czarodzieje z Waverly Place: Film (2009) zdobywały dużą popularność. We wrześniu 2009 Disney Channel Polska stworzył swoją pierwszą własną produkcję – miniserial W pogoni za Jonas, zwiastujący nadchodzący serial Jonas.
W 2009 Jetix, siostrzany kanał Disney Channel, zaczął wprowadzać do swojej ramówki seriale Disneya takie jak Nie ma to jak hotel czy Fineasz i Ferb, a we wrześniu został zastąpiony przez Disney XD, który emituje głównie produkcje własne (ale też powtórki z Disney Channel). W 2010 roku Disney Channel otrzymał Telekamerę Tele Tygodnia w kategorii „Kanał dziecięcy”, zdobywając 221 804 głosów widzów. 1 września zadebiutował kolejny siostrzany kanał z rodziny Disneya, Disney Junior. 23 lipca 2010 w dekoderach telewizji cyfrowej UPC pojawiła się usługa VoD, Disney na żądanie. 1 sierpnia 2010 roku polski Disney Channel oddzielił się od wersji skandynawskiej i bliskowschodniej, oraz uruchomił odrębny feed ze spolszczonymi zapowiedziami. 7 lutego 2011 roku Disney Channel zdobył drugą już Telekamerę w kategorii „Kanał dziecięcy” z 34% głosów. 30 stycznia 2012 roku Disney Channel zdobył trzecią Telekamerę w kategorii „Kanał dziecięcy" z 31,37% głosów.